# Zollbuche
Die Zollbuche (399 m ü. NN) bezeichnet ein Straßenkreuz im mittelhessischen Gladenbacher Bergland auf der Aar-Salzböde Wasserscheide. An dieser Stelle zwischen den Gemeinden Gladenbach und Bischoffen, zweigt die heutige Landesstraße 3047 nach Süden in Richtung Gießen von der Bundesstraße 255 ab.
Die Zollbuche bildet einen seit Jahrhunderten gewachsenen Begriff für einen landschaftlich interessanten, historisch bedeutenden und weithin bekannten geographischen Punkt im mittleren Hessen.

## Geschichte
Historischer Grenzpunkt seit dem Mittelalter
Auf dem Höhenzug der Aar-Salzböde-Wasserscheide, die an der Angelburg (Berg) beginnt und im Gießener Becken ausläuft, verlief auch die Trasse eines, womöglich schon ein in der Frühgeschichte bedeutsamer Höhenweg (Westfalenweg), dem heute ab der Zollbuche die L 3047 folgt.
Die Bezeichnung Zollbuche stammt vermutlich schon aus der Zeit, als das Machtgebiet der Gleiberger Grafen hier endete (1075–1129). Die Zollbuche markierte bis 1628 den Grenzverlauf zwischen Hessen-Darmstadt und der Grafschaft Solms. Bis zu diesem Zeitpunkt gehörte das Gebiet um Hohensolms und Königsberg gemeinsam Hessen und Solms. In einem Vertrag vom 30. Oktober 1628 verzichtete Hessen auf das Amt Hohensolms, der andere Teil, das Amt Königsberg kam zu Hessen und damit auch das Gebiet der Großgemeinde Bischoffen mit der Zollbuche. Durch die hessische Gebietsreform von 1974 wurde das Gebiet der heutigen Gemeinde Bischoffen, die bis dahin zum Landkreis Biedenkopf gehört hatte, dem neu gebildeten Lahn-Dill-Kreis zugeschlagen. Damit verschob sich die Kreisgrenze. Bei der Zollbuche verläuft daher heute auch die Kreisgrenze zwischen den Landkreisen Marburg-Biedenkopf und Lahn-Dill-Kreis.
Über die Zollbuche. verlief auch die zwischen 1359 und 1374 angelegte „Außenheege“, Teilstück der Mittelhessischen Landheege, eine 20-30, stellenweise bis ca. 50 m breite und insgesamt ca. 16 km lange Grenzhecke aus Hainbuche und Dornengestrüpp, deren Spuren im Wald an der Zollbuche heute noch zu verfolgen sind. Diese von der Landgrafschaft Hessen zwischen 1359 und 1374 angelegte äußere Landwehr sollte die hier angrenzende Landgrafschaft Hessen, insbesondere das spätere Amt Blankenstein, vor Einfällen und Übergriffen der Grafen von Nassau schützen. Im Verlaufe der „100jährigen Dernbacher Fehde“ (1230 bis 1336), einer kriegerischen Auseinandersetzung um die Landeshoheit zwischen den Landgrafen von Hessen einerseits und den Grafen von Nassau und dem Erzbischof von Mainz andererseits, war es immer wieder zu heftigen Kämpfen gekommen.
Erste Kunststraße im Hinterland
In den Jahren 1817 bis 1825 ließ das Großherzogtum Hessen-Darmstadt als erste „Kunststraße“ im Hinterland die Straße von Biedenkopf bis zur Zollbuche bauen. Danach wurden auch die Streckenabschnitte bis Gießen und 1838–1840 in Richtung Niederweidbach bis zur nassauischen Grenze hinter Bischoffen ausgebaut. Nach dem Bau der neuen Straßen verlegte man die hessen-darmstädtische Zollstelle Bischoffen an die Zollbuche. Erst 1854 wurde die Zollstelle aufgehoben. Ob sich hier auch eine Zollstelle befand, als das Gebiet ausschließlich noch zur Grafschaft Solms gehörte (hohes Mittelalter), lässt sich nur vermuten.
Vor 1945 war die Zollbuche Standort einer uralten, mächtigen Buche. 1945 wurde an gleicher Stelle eine Blutbuche gepflanzt, die am 8. Februar 2001 gefällt werden musste. Jahrelange Belastungen mit Streusalz und Abgasen schädigten sie so stark, dass die Standfestigkeit nicht mehr gegeben war.
Zweiter Weltkrieg
Im März 1945 stürzte in der Nähe der Zollbuche ein britischer Bomber (Lancaster B.X) ab, den ein deutscher Nachtjäger (ein österreichischer Major) abgeschossen hatte.
Am 28. März 1945 wurde beim Rückzug der Wehrmacht an der Zollbuche ein deutscher Soldat von einem Panzer überrollt und getötet. Das „Soldatengrab“ zeugt hier bis heute von diesem tragischen Ereignis.
Die in der Nähe der Zollbuche befindliche beliebte Waldgaststätte „Endbacher Platte“ wurde 2006 geschlossen und besteht nicht mehr.

### Die Heul-Eiche
Historischer Abschiedsbaum

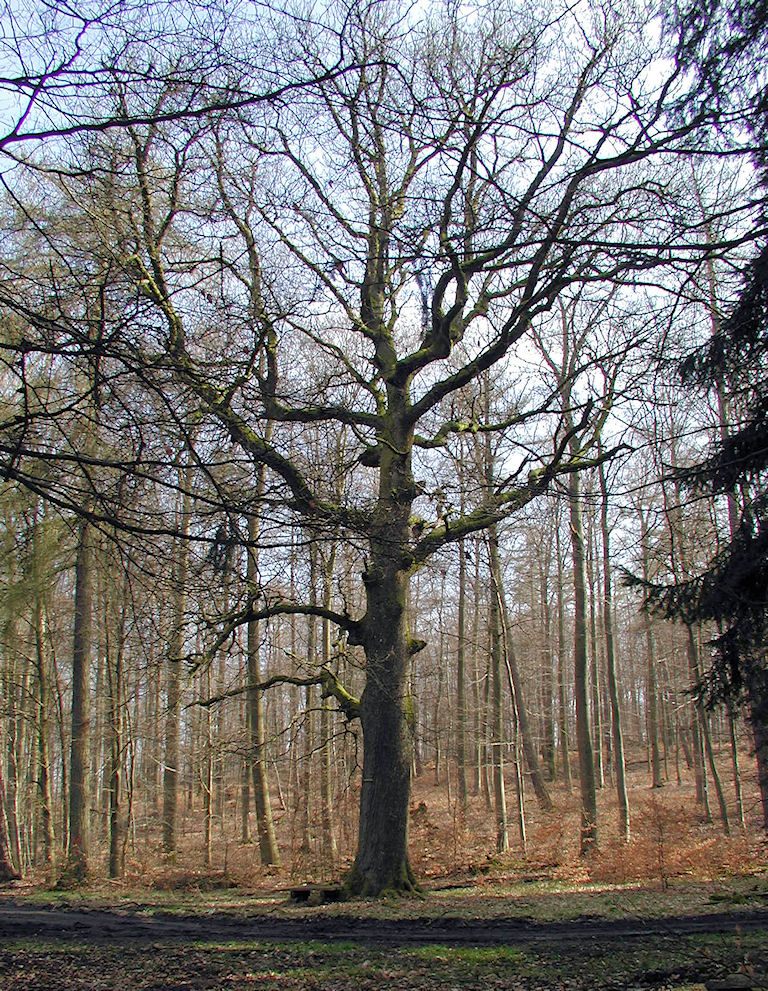
Heul-Eiche

Nördlich der Zollbuche, in knapp 1 km Entfernung, steht die „Heul-Eiche“, eine mächtige jahrhundertealte Grenz-Eiche (350 bis 400 Jahre) auf einem Sattel des östlich auslaufenden Bergrückens der „Endbacher Platte“. Über diesen Sattel verlief ehemals, die aus dem Perftal kommende, über Bottenhorn und weiter über Wommelshausen und Hütte verlaufende, einzige zollfreie direkte Nord-Süd-Verbindung des Hessischen Hinterlandes nach Gießen (Westfalenweg) und weiter bis nach Darmstadt. Die Hinterländer Untertanen, die als Wanderarbeiter (Erntehelfer, Schnitter und Drescher) oder Wanderhändler (Wollwarenhändler, „Strumpfmänner“ genannt) in die südlicheren hessischen Regionen zogen oder die zum Militärdienst in die hessen-darmstädtischen Garnisonen einrückten, mussten hier vorbei und wurden bei der Heul-Eiche, dem traditionellen Abschiedsbaum, tränenreich verabschiedet – daher ihr Name.
Von 1901 bis zum Zweiten Weltkrieg war die Heul-Eiche der Abschiedspunkt in umgekehrter Richtung für die Oberweidbacher, die zum Militär mussten oder sonst für längere Zeit ihre Heimat verließen. Der Bahnhof in Wommelshausen-Hütte war der nächstgelegene für Oberweidbach an dem ab dem 15. Juli 1901 eröffneten Teilstück,  Niederwalgern bis Hartenrod, der Aar-Salzböde-Bahn.

## Gefahrenstrecke B255 im Bereich „Zollbuche“
Der serpentinartige, stark ansteigende Straßenabschnitt der B 255 zwischen dem Ortsteil Gladenbach-Weidenhausen und der Zollbuche stellte schon immer ein natürliches Verkehrshindernis dar. Hier liegen Geschwindigkeitsbeschränkungen an. Die Gefährlichkeit dieses Streckenabschnittes wird oft, besonders bei Motorradfahrern, unterschätzt. So haben sich hier durch zu schnelles Fahren schon mehrfach Unfälle mit schweren Verletzungen oder Todesfolge ereignet.
Um diesen, bei Motorradfahrern beliebten Streckenabschnitt kennenzulernen und auf die Gefahrenpunkte hinzuweisen, wurde 2005, 2007 und 2009 ein Verkehrssicherheitstag an der Zollbuche durchgeführt. Die Strecke wurde für den Straßenverkehr gesperrt und durfte von Motorradfahrern nur in Begleitung von Instruktoren befahren werden. Als Rahmenprogramm wurden zahlreiche Themen rund um die Verkehrssicherheit angeboten.

## Erreichbarkeit
Im aktuellen amtlichen Kartenmaterial ist die Zollbuche nicht mehr namentlich bezeichnet.
- Aus Richtung Marburg (ca. 25 km): Über die B 255 in Richtung Herborn fahren.
- Aus Richtung Gießen (ca. 29 km): Über die L 3047 in Richtung Gladenbach fahren.
- Aus Richtung Herborn (ca. 28 km): Die B 255 in Richtung Marburg befahren.

## Naturraum
Der Name Zollbuche steht im System der naturräumlichen Einheiten für eine Untereinheit der Haupteinheit Gladenbacher Bergland in der Haupteinheitengruppe Westerwald – siehe Zollbuche (Naturraum).